# Lady Lay
Lady Lay is een single van de zanger Pierre Groscolas van Algerijnse komaf, maar toen al wonende in Toulouse. Het is afkomstig van zijn tweede album Lady Lay-Élise. Lady Lay is zijn enige succesvolle single in zowel Nederland als België (de Nederlandse top 40 noteerde wel nog single Elise in de lage regionen). Het nummer, over een jeugdliefde toen hij 15 jaar was, was ook vooral populair in Zuid-Amerika. Lady Lay is opgenomen in de CBE Studio.
Het nummer heeft niets te maken met Bob Dylans Lay Lady Lay. Een bijzonder exemplaar werd verspreid in Polen. Lady Lay kreeg daar als B-kant The night Chicago died van Paper Lace.

## Hitnotering

### Nederlandse Top 40
| Hitnotering: week 19 t/m 26 in 1974 | Hitnotering: week 19 t/m 26 in 1974 | Hitnotering: week 19 t/m 26 in 1974 | Hitnotering: week 19 t/m 26 in 1974 | Hitnotering: week 19 t/m 26 in 1974 | Hitnotering: week 19 t/m 26 in 1974 | Hitnotering: week 19 t/m 26 in 1974 | Hitnotering: week 19 t/m 26 in 1974 | Hitnotering: week 19 t/m 26 in 1974 | Hitnotering: week 19 t/m 26 in 1974 |
| Week:                               | 1                                   | 2                                   | 3                                   | 4                                   | 5                                   | 6                                   | 7                                   | 8                                   |                                     |
| ----------------------------------- | ----------------------------------- | ----------------------------------- | ----------------------------------- | ----------------------------------- | ----------------------------------- | ----------------------------------- | ----------------------------------- | ----------------------------------- | ----------------------------------- |
| Positie:                            | 33                                  | 17                                  | 9                                   | 8                                   | 9                                   | 16                                  | 26                                  | 35                                  | uit                                 |

### NederlandseDaverende 30
| Hitnotering: 4-5-1974 t/m 28-6-1974 | Hitnotering: 4-5-1974 t/m 28-6-1974 | Hitnotering: 4-5-1974 t/m 28-6-1974 | Hitnotering: 4-5-1974 t/m 28-6-1974 | Hitnotering: 4-5-1974 t/m 28-6-1974 | Hitnotering: 4-5-1974 t/m 28-6-1974 | Hitnotering: 4-5-1974 t/m 28-6-1974 | Hitnotering: 4-5-1974 t/m 28-6-1974 | Hitnotering: 4-5-1974 t/m 28-6-1974 | Hitnotering: 4-5-1974 t/m 28-6-1974 |
| Week:                               | 1                                   | 2                                   | 3                                   | 4                                   | 5                                   | 6                                   | 7                                   | 8                                   |                                     |
| ----------------------------------- | ----------------------------------- | ----------------------------------- | ----------------------------------- | ----------------------------------- | ----------------------------------- | ----------------------------------- | ----------------------------------- | ----------------------------------- | ----------------------------------- |
| Positie:                            | 20                                  | 15                                  | 15                                  | 9                                   | 8                                   | 12                                  | 15                                  | 30                                  | uit                                 |

### BelgischeBRT Top 30
| Hitnotering: 18-5-1974 t/m | Hitnotering: 18-5-1974 t/m | Hitnotering: 18-5-1974 t/m | Hitnotering: 18-5-1974 t/m | Hitnotering: 18-5-1974 t/m | Hitnotering: 18-5-1974 t/m | Hitnotering: 18-5-1974 t/m | Hitnotering: 18-5-1974 t/m | Hitnotering: 18-5-1974 t/m | Hitnotering: 18-5-1974 t/m | Hitnotering: 18-5-1974 t/m | Hitnotering: 18-5-1974 t/m |
| Week:                      | 1                          |                            | 2                          | 3                          | 4                          | 5                          | 6                          | 7                          | 8                          | 9                          |                            |
| -------------------------- | -------------------------- | -------------------------- | -------------------------- | -------------------------- | -------------------------- | -------------------------- | -------------------------- | -------------------------- | -------------------------- | -------------------------- | -------------------------- |
| Positie:                   | 14                         | x                          | 14                         | 14                         | 10                         | 13                         | 13                         | 18                         | 19                         | 22                         | uit                        |